# Chryss Viliko
Pas d'image ? Cliquez ici

a Compétitions nationales et continentales officielles uniquement.

b Matchs officiels uniquement.
Dernière mise à jour le 22 mai 2024.
Chryss Viliko, née le 25 décembre 2000 à Auckland (Nouvelle-Zélande), est une joueuse internationale néo-zélandaise de rugby à XV, évoluant au poste de pilier. Elle représente Auckland en Farah Palmer Cup et joue avec les Blues en Super Rugby Aupiki.

## Biographie
Née le 25 décembre 2000 à Auckland en Nouvelle-Zélande, Chryss Viliko fait ses débuts avec Auckland en Farah Palmer Cup en 2019.
En 2021, elle rate la majeure partie de la saison à la suite d'une rupture des ligaments croisés du genou. En fin d'année, elle est sélectionnée avec les Blues pour jouer le Super Rugby Aupiki 2022.
Testée lors de plusieurs rassemblements, Chryss Viliko n'est finalement pas retenue pour la Coupe du monde.
En avril 2023, elle bénéficie de la blessure de Awhina Tangen-Wainohu, et est appelée avec les Black Ferns. Elle ne joue pas la Pacific Four Series mais est sélectionnée pour disputer la première édition du WXV. Entre temps, elle gagne la Farah Palmer Cup avec Auckland. Elle connaît sa première sélection contre la France, où elle s'illustre malheureusement en étant exclue moins de vingt minutes après son entrée en jeu. Suspendue deux matchs, elle rate la suite de la compétition.
En 2024, Chryss Viliko remporte le Super Rugby Aupiki avec les Blues, en étant titulaire lors des sept rencontres et inscrivant un essai. Elle est sélectionnée pour la Pacific Four Series et gagne sa première titularisation avec les Black Ferns contre le Canada, profitant de la blessure de Kate Henwood. Elle dispute également le WXV où les Néozélandaises ne gagnent qu'un match, contre la France (39-14).

## Palmarès

### En franchise et province
- Vainqueur de la Farah Palmer Cup en 2023.
- Vainqueur du Super Rugby Aupiki en 2024 et 2025.

### En équipe nationale
- Vainqueur de la Pacific Four Series en 2025.